# Trotamundos de Carabobo
O Trotamundos de Carabobo é um time de basquete venezuelano, sediado na cidade de Valencia, no estado de Carabobo, Venezuela. Participa da Liga Profesional de Baloncesto de Venezuela e manda seus jogos no Fórum de Valencia com capacidade para 10.000 pessoas. Foi a primeira equipe venezuelana a conquistar um título sul-americano.
O nome Trotamundos é uma homenagem ao Harlem Globetrotters, famosa equipe de basquete estadunidense, que faz jogos-exibição pelo mundo.

## Títulos
★ Campeonato Venezuelano de Basquetebol: 8 (1986, 1987, 1988, 1989, 1994, 1999, 2002 e 2006)
★ Campeonato Sul-Americano de Basquetebol: 3 (1988, 1989 e 2000)